# Златоопашат кълвач
Златоопашатият кълвач (Campethera abingoni) е вид птица от семейство Picidae.

## Разпространение
Видът е разпространен в Ангола, Бенин, Ботсвана, Бурунди, Гамбия, Гана, Гвинея, Гвинея-Бисау, Замбия, Зимбабве, Камерун, Република Конго, Демократична република Конго, Кот д'Ивоар, Кения, Малави, Мали, Мавритания, Мозамбик, Намибия, Руанда, Судан, Свазиленд, Танзания, Уганда, Централноафриканската република, Чад, Южна Африка и Южен Судан.